# Canal Nieuport-Dunkerque
Le canal Nieuport-Dunkerque est un canal reliant le port français de Dunkerque (département du Nord) à la ville  côtière belge de Nieuport (province de Flandre-Occidentale). Il longe parallèlement la côte.
« Canal Nieuport-Dunkerque », en néerlandais kanaal Nieuwpoort-Duinkerke, est le nom belge de ce canal ; en France, il est appelé canal de Furnes.

## Géographie
Ce canal est parallèle au canal de Colme qui passe à Bergues (reliée à Dunkerque par le canal de Bergues), Hondschoote et Furnes.
Il part de Dunkerque, passe à Leffrinckoucke, Zuydcoote, Bray-Dunes, atteint la Belgique à La Panne, au lieudit Adinkerque et rejoint Furnes, d'où il part vers Nieuport, se terminant près de l’endroit où l’Yser rejoint la mer du Nord et le canal Plassendale-Nieuport.

## Histoire
Le creusement du canal de Dunkerque à Furnes aurait été entrepris au début du XVIIe siècle sous l'impulsion de l'archiduc Albert d'Autriche, nouveau souverain de la Flandre avec son épouse l'infante Isabelle.